# 勒维让 (维埃纳省)
勒维让（法語：Le Vigeant，法語發音：[lə viʒɑ̃]）是法国新阿基坦大区维埃纳省的一个市镇，属于蒙莫里永区。

## 地理
勒维让（46°13'28"N, 0°38'58"E）面积64.36 平方千米，位于法国新阿基坦大区维埃纳省，该省份为法国中西部省份，北起曼恩-卢瓦尔省和安德尔-卢瓦尔省，西接德塞夫勒省，南至夏朗德省，东南接上维埃纳省，东临安德尔省。
与勒维让接壤的市镇（或旧市镇、城区）包括：阿瓦耶利穆济讷、利勒茹尔丹、米亚克、穆萨克、科村、圣马丹拉尔、于松迪普瓦图。

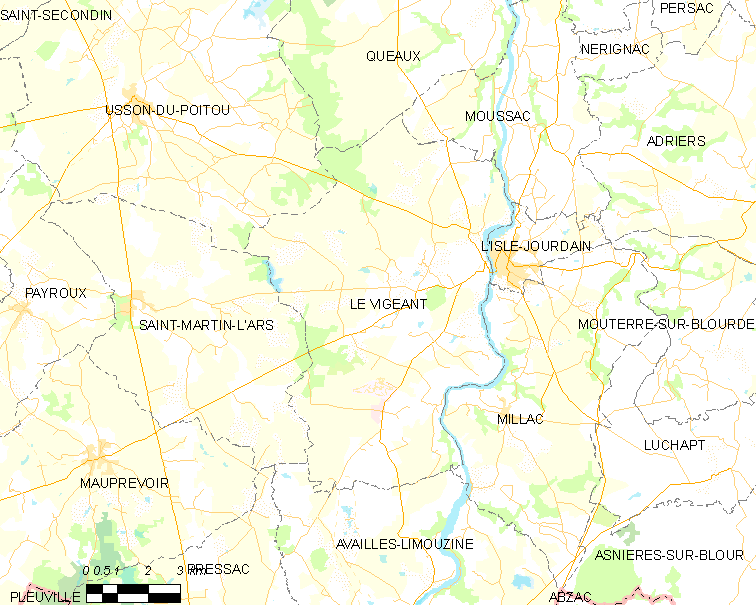
的OSM定位图

勒维让的时区为UTC+01:00、UTC+02:00（夏令时）。

## 行政
勒维让的邮政编码为86150，INSEE市镇编码为86289。

## 政治
勒维让所属的省级选区为吕萨克堡县。

## 人口

1962-2008年间人口变化图示

勒维让于2022年1月1日时的人口数量为656人。